# 南宮晳
南宮 晳（ナムグン・ソク、朝鮮語: 남궁석、1938年9月20日 - 2009年1月16日）は、韓国の実業家、政治家。元情報通信部長官、第16代国会議員。号は悟旬。本貫は咸悦南宮氏。カトリック教徒。

## 経歴
京畿道龍仁郡出身。善隣商業高校卒業、延世大学校哲学科修了、高麗大学校経営学科卒業、ハーバード大学経営大学院最高経営責任者課程修了。韓国通信ハイテル社長、サムスン電子情報通信統括社長、サムスンSDS代表取締役社長を務めた後に政界入りし、第5代情報通信部長官、第16代国会議員、新千年民主党政策委員会議長、国際情報オリンピック大会後援会長、情報通信人材開発協議会委員長、国会事務総長を歴任した。
2009年1月16日午前に持病により死去。享年71。